# 皮埃尔·贝尔纳
皮埃尔·贝尔纳（法語：Pierre Bernard；1989年1月31日—）是一位法國橄欖球運動員。他是法國國家橄欖球隊的一員，代表法國參加了2015年橄欖球六國賽。